# فرودگاه جامع لونه استار
فرودگاه جامع لونه استار (به انگلیسی: Lone Star Executive Airport) یک فرودگاه همگانی بهره‌برداری هوایی با کد یاتا CXO است که یک باند فرود آسفالت دارد و طول باند آن ۱۸۲۹ متر است. این فرودگاه در شهر کانرو، تگزاس کشور ایالات متحده آمریکا قرار دارد و در ارتفاع ۷۵ متری از سطح دریا واقع شده است.